# Björn Hägglund
Björn Hägglund, född 1945, är en svensk skogsvetenskaplig forskare, tidigare generaldirektör och företagsledare.
Hägglund forskade kring barrskogs bonitet och disputerade 1972 vid Skogshögskolan där han blev skoglig doktor. Han blev senare professor vid Sveriges lantbruksuniversitet (SLU), som Skogshögskolan 1977 gick upp i, och dekanus för den skogliga fakulteten vid SLU.
1984 tillträdde han posten som generaldirektör för Skogsstyrelsen, och 1991 blev han verkställande direktör (VD) för Stora Skog, ett dotterbolag inom Stora AB. 1998 blev Hägglund VD och koncernchef för Stora, då han efterträdde Lars-Åke Helgesson. Efter sammanslagningen av Stora och Enso till Stora Enso senare under 1998 blev Hägglund vice VD och vice koncernchef för det nya företaget, och stannade på posten till 2005, då han gick i pension.
Under perioden 2003–2011 var han styrelseordförande för Institutet för Näringslivsforskning, som före 2006 hette Industriens Utredningsinstitut.
Hägglund är ledamot av Kungliga Skogs- och Lantbruksakademien sedan 1981 och ledamot av Ingenjörsvetenskapsakademien sedan 1991. Sveriges Skogsvårdsförbund tilldelade honom 1998 Greve Carl Bernadottes Skogspris.